# 下沙里特
下沙里特（法語：Charritte-de-Bas，法語發音：[ʃaʁit də ba]）是法国大西洋比利牛斯省的一个市镇，位于该省中部，属于奥洛龙-圣玛丽区。

## 地理
下沙里特（43°17'38"N, 0°52'55"W）面积7.4 平方千米，位于法国新阿基坦大区大西洋比利牛斯省，该省份为法国东南部省份，涵盖了贝阿恩与北巴斯克，西临大西洋比斯開灣，北至朗德省，东北接热尔省，东临上比利牛斯省，南与西班牙接壤。
与下沙里特接壤的市镇（或旧市镇、城区）包括：阿鲁-伊托罗茨-奥拉伊比、沙尔、埃斯佩斯-安迪兰、利绍斯、阿拉斯特-拉尔比约。

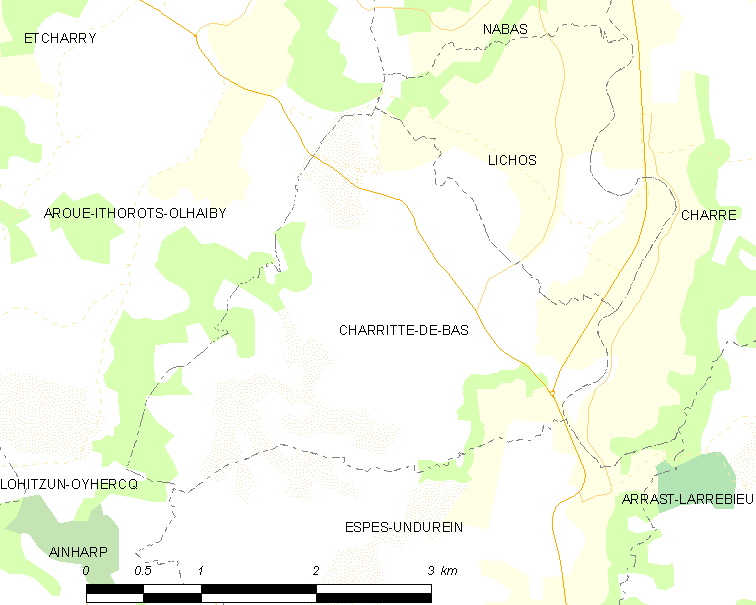
下沙里特的OSM定位图

下沙里特的时区为UTC+01:00、UTC+02:00（夏令时）。

## 行政
下沙里特的邮政编码为64130，INSEE市镇编码为64187。

## 政治
下沙里特所属的省级选区为巴斯克山地县。

## 人口

1962-2008年间下沙里特人口变化图示

下沙里特于2022年1月1日时的人口数量为245人。